# Micropholcus
Micropholcus là một chi nhện trong họ Pholcidae.

## Các loài
Các loài trong chi này gồm:
- Micropholcus fauroti (Simon, 1887)
- Micropholcus jacominae Deeleman-Reinhold & van Harten, 2001